# Condado de Clinton (Missouri)
O Condado de Clinton é um dos 114 condados do estado americano de Missouri. A sede do condado é Plattsburg, e sua maior cidade é Plattsburg. O condado possui uma área de 1 097 km² (dos quais 12 km² estão cobertos por água), uma população de 18 979 habitantes, e uma densidade populacional de 18 hab/km² (segundo o censo nacional de 2000). O condado foi fundado em 1833.